# Frontera entre Canadá y Francia
La frontera entre Canadá y Francia es un límite internacional marítimo que discurre en el océano Atlántico, separando la isla canadiense de Terranova y el archipiélago francés de San Pedro y Miquelón. 

## Historia
El límite de las aguas territoriales y de la zona económica exclusiva (ZEE) que rodean San Pedro y Miquelón fue objeto de un acuerdo entre Ottawa y París, pero que no se ha convertido en definitivo hasta después de un arbitraje internacional en 1992.
La frontera entre ambos países pasa a medio camino entre el archipiélago francés y la isla canadiense al este, (esta frontera pasa a través de la isla Verde, una isla rocosa cuya soberanía sigue sin estar clara) y es limitada a 24 islas náuticas en el oeste.
La ZEE de Francia incluye el sur del archipiélago, un estrecho corredor de 10,5 millas de ancho y 200 millas de largo; este corredor no parece continuar por aguas internacionales y la zona francesa estaría cerrado completamente dentro de la ZEE canadiense.
Tras el arbitraje, el acuerdo de pesca 1972 fue revisado y firmado el 2 de diciembre de 1994, publicado el 18 de septiembre de, de 1995.